# Velocidad indicada
La velocidad indicada, o IAS —del inglés Indicated airspeed—, es la velocidad aerodinámica medida por el sistema pitot-estática de un avión, sin ningún tipo de corrección. Se calcula mediante la diferencia de presión total y presión estática. En ella se basan los ingenieros y los pilotos para determinar las velocidades de despegue, ascenso, aproximación, aterrizaje, entrada en pérdida, etc. Se mide en millas por hora o nudos. En este último caso se abrevia como KIAS —del inglés Knots indicated airspeed—.
Puesto que el indicador de velocidad no puede calcular la densidad del aire, está calibrado para asumir el nivel del mar en la Atmósfera Estándar Internacional. A medida que el avión varía su altitud, la IAS varía considerablemente de la velocidad verdadera (TAS) y la velocidad calibrada (CAS).
La IAS es un valor importante para el piloto porque son las velocidades indicadas las que se especifican en el manual de vuelo de la aeronave para valores de rendimiento tan importantes como la velocidad de pérdida. Estas velocidades, en términos de velocidad aérea real, varían considerablemente dependiendo de la altitud. Sin embargo, a las velocidades típicas de funcionamiento civil, la estructura aerodinámica de la aeronave responde únicamente a la presión dinámica, y la aeronave se comportará igual cuando esté a la misma presión dinámica. Dado que es esta misma presión dinámica la que impulsa el indicador de velocidad aerodinámica, una aeronave siempre entrará en pérdida, por ejemplo, a la velocidad aerodinámica indicada publicada (para la configuración actual), independientemente de la densidad, la altitud o la velocidad aerodinámica real.
Además, la IAS se especifica en algunas regulaciones, y por el control de tráfico aéreo cuando dirige a los pilotos, ya que el indicador de velocidad aérea muestra esa velocidad (por definición) y es la principal referencia de velocidad aérea del piloto cuando opera por debajo de las velocidades  transónicas o supersónicas.

## Cálculo
La velocidad aerodinámica indicada puede aproximarse por mediciones del tubo de Pitot usando la ecuación de Bernoulli.
{\displaystyle IAS\approx {\sqrt {\frac {2(p_{t}-p_{s})}{\rho }}}}
NOTA: La ecuación anterior aplica sólo a condiciones incompresibles. Los líquidos se tratan como incompresibles en casi todas las condiciones. Los gases bajo ciertas condiciones pueden ser aproximados como incompresibles. Véase Compresibilidad.
Los efectos de la compresión pueden corregirse con la constante de Poisson. Esta compensación corresponde a la velocidad equivalente del aire.
{\displaystyle u={\sqrt {{\frac {2\gamma }{\gamma -1}}{\frac {p_{s}}{\rho }}\left[\left({\frac {p_{t}}{p_{s}}}\right)^{\frac {\gamma -1}{\gamma }}-1\right]}}}
donde:
- {\displaystyle u} es la velocidad del aire indicada en m/s;

- {\displaystyle p_{t}} es la presión de estancamiento o total en pascales;
- {\displaystyle p_{s}} es la presión estática en pascales;

- {\displaystyle \rho } es la densidad del fluido en {\displaystyle kg/m^{3}}.
- {\displaystyle \gamma \,} es la constante de Poisson del medio gaseoso (≈1,4 para el aire).